# جي. إي. إل. أوين
غويلم إليس لين أوين (حائز على زمالة الأكاديمية البريطانية؛ (18 مايو 1922 – 10 يوليو 1982). كاتب وفيلسوف بريطاني اشتهر بكونه باحثًا في الفلسفة القديمة. تخصص في دراسة أعمال الفيلسوف اليوناني أرسطو.
ولد أوين لأب ويلزي وأم إنجليزية في بورتسموث، ودرس الكلاسيكيات في كلية كوربس كريستي في أكسفورد، ولكنه استدعي للخدمة ضابط استخبارات في الحرب العالمية الثانية. بعد عودته إلى إنجلترا، درّس الفلسفة في جامعة أوكسفورد وأخذ لنفسه كرسيًا في جامعة هارفرد سنة 1966. كان مقعد منصب أستاذية لورنس للفلسفة القديمة في جامعة هارفرد آخر منصب تولاه منذ سنة 1973 وحتى وفاته سنة 1982.
كان أوين أحد رواد الفلسفة في عصره؛ نشر العديد من الأبحاث حول الماورائيات وعلم الوجود لأرسطو. من بين مطبوعاته الأكثر شهرة «المنطق والمجاز في بعض الأعمال الأولية لأرسطو» (1960)؛ «الجدلية الديالكتيكية في استعراض التكوينات» (1968)؛ «الملذات الأرسطية» (1972). إلى جانب تركيز أغلب أعماله على أرسطو، كتب أوين أيضًا مقالة قوية عن محاورة طيماوس لأفلاطون (1953). هدف الموضوع الرئيسي لعمله العلمي إلى إظهار أهمية الطريقة والحجة على الجمود العقائدي (الدوغماتية) في الفلسفة القديمة.
حسب الفيلسوف جون. إم كوبر، قاد أوين «عملية إعادة توجيه للفلسفة القديمة التي بدأت في خمسينيات القرن الماضي في بريطانيا وأمريكا الشمالية». وفرت أوراقه، على حد تعبير الفيلسوف مالكوم سكوفيلد، «طريقة جديدة للكتابة عن الفلسفة القديمة»، وحظيت جهوده المقدمة في هذا المجال بتقدير كبير، لعل أبرزها زمالة الأكاديمية البريطانية.

## نشأته، وتعليمه، وخدمته العسكرية
ولد غويليم إليس لين أوين في مايو سنة 1922 في بورتسموث جنوب شرق إنجلترا، ابنًا لعائلة ويلشمان؛ إليس أوين وزوجته الإنجليزية إيديث لين. عمل والده سكرتيرًا في بورتسموث وشركة آيس أند كولد في جزيرة وايت. بعد تلقيه تعليمه الثانوي في مدرسة بورتسموث الثانوية، التحق بكلية كوربس كريستي في أكسفورد، حيث بدأ يدرس الكلاسيكيات في عام 1940. استدعي في السنة التالية للخدمة العسكرية في «فيلق الإشارات الملكي». بعد خدمته ضابط مخابرات في سيام، بورما والهند حتى سنة 1946، عاد إلى أوكسفورد ليتابع دراساته.
أثناء دراسته السنة الثانية في الجامعة، انخرط أوين بالنشر في مجلة إيزيس، وهي إحدى المجلات الطلابية في أكسفورد، وأخذ يصاحب مجموعة من معاصريه ذوي الاهتمامات الأدبية. كان من بين أصدقائه الروائي كينغسلي أميس والصحفي لودوفيك كينيدي والناقد المسرحي كينيث تينان. في عام 1948، تخرج بشهادة بكالوريوس الآداب من الدرجة الأولى. بتشجيع من الفيلسوف غيلبرت ريل، حصل على بكالوريوس الفلسفة. تمثل تلك الدرجة التي حصل عليها في سنة 1950 تحولًا في الاهتمام الأكاديمي من المواضيع التاريخية إلى الفلسفة.

## مسيرته

### البداية في إنجلترا
كان أول تعيين أكاديمي لأوين زمالة بحثية في جامعة دورهام استمرت بين عامي 1950 و1953. شهدت تلك الفترة المقتضبة إعداد أول مطبوعة علمية له؛ مقالة عن تيماوس أفلاطون. في عام 1953، انتخب أستاذًا حديثًا للفلسفة القديمة في جامعة أكسفورد. رغم أن منصبه تأسس لتوفير التعريق بالفلسفة قبل سقراط، إلا أنه أدار دروسًا على منتظم تخص أعمال أفلاطون وأرسطو، موجهة إلى طلاب الدراسات العليا. مشاركًا مع رايل وزميلهما جي. إل. أوستن، زود أوين جيلًا من المفكرين المستقبليين بأساسات من هذين الفيلسوفين. إلى جانب منصبه في الجامعة، أصبح أوين زميلًا لكلية كوربوس كريستي في عام 1958. في سنة 1963، ترقى إلى أستاذ.
خلال فترة عمله في أكسفورد، كان أوين جزءًا من حملة لإحياء التعاون الأكاديمي حول فلسفة أرسطو. كان أحد مؤسسي جمعية أوكسفورد الأرسطية المعاد إحياؤها، وهي مجموعة مؤثرة في القراءة القصيرة. حضر اجتماعاتهم مجموعة من الفلاسفة المعاصرين الرائدين، بمن فيهم دبليو. دي. روس، ومارثا نيل، وزوجها وليم نيل. كان مشروعه التعاوني الآخر ندوات أرسطو، وهي اجتماعات تعقد كل ثلاث سنوات للمفكرين الأرسطيين الدوليين بمبادرة من أوين والكاتب السويدي إنغمار دورنغ. شارك بوجه خاص في تنظيم مؤتمري عام 1957 و1963، عقد الثاني منهما في أكسفورد.

### هارفارد
في عام 1966، غادر أوين أكسفورد ليستلم منصب أستاذية فيكتور إس. توماس في جامعة هارفارد. في السنوات التي سبقت تعيينه، قام بزيارات إلى الولايات المتحدة وتلقى عروضًا بمقاعد في العديد من الجامعات. وفر له هذا المنصب الجديد ظروف عمل أفضل «بتمويل ودعم وافرين» من أقسام الكلاسيكيات والفلسفة وتاريخ العلوم. تزامن انتقاله إلى الولايات المتحدة مع ارتفاع مكانة الفلسفة القديمة في الجامعات الأمريكية، والتي عززها في ذلك الوقت عمل غريغوري فلاستوس حول أفلاطون في جامعة برينستون. استمرارًا للتطورات في زمنه في أكسفورد، شرع في حلقة دراسية شهرية (حلقات نيويورك الدراسية)، يجتمع فيها علماء من شمال شرقي الولايات المتحدة لمناقشة عمل أرسطو. أيضًا، مكن عددًا من المفكرين الأوروبيين المرموقين من القيام بزيارات بحثية موسعة إلى جامعة هارفرد بصفتهم أعضاء في برنامج زمالة لويب.

### كامبردج
عندما أخلي منصب أستاذ الفلسفة القديمة في جامعة كامبريدج بعد تقاعد دبليو. كيه. سي. غوثري في سنة 1973، حاول أوين بنجاح أن يخلفه وعاد إلى إنجلترا. انتخب بدوره زميلًا في كلية كينغز في كامبريدج، حيث منح نكانًا في قوصرة بناء غيبز. كما هو الحال في المناصب السابقة، انصب تركيزه على تدريس الدراسات العليا والحلقات الدراسية، ولكنه لم يشرك نفسه في أعمال الكلية أو الجامعة أثناء وجوده في كامبريدج. أعاد إنشاء الحلقة الدراسية البحثية الأميركية من خلال تأسيسه «مجموعة لندن» الموازية، التي كرست لدراسة الماورائيات التي تحدث عنها أرسطو. منذ تأسيس المجموعة في السبعينيات، أصدرت مجلدات من عدة كتب حول الماورائيات.
قرب نهاية حياته، عانى أوين نوبات من الاكتئاب، وبانت عليه علامات الإجهاد، ومال لإدمان الكحول. توفي بنوبة قلبية في 10 يوليو 1982، بعمر 60 عامًا. دفن في فناء كنيسة لوور هايفورد في أوكسفوردشاير، وكان متزوجًا من سالي.

## حياته الشخصية
خلال فترة دراسته وعمله بالصحافة في جامعة أكسفورد، التقى أوين بسالي كلوثيير، طالبة في كلية سانت هيلدا، وتزوجها في عام 1947. أنجب الزوجان طفلين. منذ سنة 1969، عاشت زوجته وأولاده في أوكسفورد، فيما قضى أوين معظم أيام السنة في هارفارد، عائدًا إلى إنجلترا في الصيف فقط.
في سنة 2003 في إحدى فصول الكتب، كتبت مارثا نوسباوم، التي كانت إحدى طلبة الدكتوراه لدى أوين في جامعة هارفرد، ذكرت تقديمه لها عروضًا جنسية متكررة غير مرغوب بها. ذكرت أيضًا اتباع أوين إجراءً معتادًا يشجع بموجبه الطالبات المتخرجات على ممارسة الجنس معه. ذكر الفصل نفسه أنه في مرحلة لاحقة، بعد انتقالها إلى كامبريدج، تعرضت نوسباوم لمحاولة اغتصاب على يد أوين. أعادت صحيفة «ذا نيويوركر» ذكر هذه الادعاءات في لمحة حول نوسباوم سنة 2016.